# کنت میچل
کنت میچل (انگلیسی: Kent Mitchell؛ زادهٔ ۲۹ مارس ۱۹۳۹) قایقران روئینگ اهل ایالات متحده آمریکا است.
وی در مسابقات کشوری و بین‌المللی در مجموع برندهٔ ۱ مدال طلا، ۱ مدال برنز شده‌است.